# Tiro ai Giochi della XXXII Olimpiade - Carabina 10 metri aria compressa femminile
La gara di carabina 10 metri aria compressa femminile dei Giochi della XXXII Olimpiade si è svolta il 24 luglio 2021. Hanno partecipato 50 atlete di 39 nazioni.
La vincitrice della gara è stata la cinese Yang Qian.

## Record
Prima della competizione, i record olimpici e mondiali erano i seguenti:
| Qualificazione  | Qualificazione  | Qualificazione | Qualificazione   | Qualificazione   |
| --------------- | --------------- | -------------- | ---------------- | ---------------- |
| Record mondiale | Ruozhu Zhao     | 634,0          | New Delhi, India | 23 febbraio 2019 |
| Record olimpico | Non stabilito   | -              | -                | -                |
| Finale          |                 |                |                  |                  |
| Record mondiale | Apurvi Chandela | 252,9          | New Delhi, India | 23 febbraio 2019 |
| Record olimpico | Non stabilito   | -              | -                | -                |

## Programma
| Data           | Ora (JPN/UTC+9) | Turno          |
| -------------- | --------------- | -------------- |
| 24 luglio 2021 | 8:30            | Qualificazioni |
| 24 luglio 2021 | 10:45           | Finale         |

## Turno di qualificazione
| Pos. | Atleta                  | Nazione                   | 1     | 2     | 3     | 4     | 5     | 6     | Totale | Note |
| ---- | ----------------------- | ------------------------- | ----- | ----- | ----- | ----- | ----- | ----- | ------ | ---- |
| 1    | Jeanette Hegg Duestad   | Norvegia                  | 105.7 | 105.8 | 105.3 | 106.2 | 105.3 | 104.6 | 632.9  | QF   |
| 2    | Park Hee-moon           | Corea del Sud             | 104.4 | 105.4 | 105.9 | 105.3 | 104.7 | 106.0 | 631.7  | QF   |
| 3    | Mary Tucker             | Stati Uniti               | 104.8 | 104.4 | 105.2 | 105.6 | 106.0 | 105.4 | 631.4  | QF   |
| 4    | Kwon Eun-ji             | Corea del Sud             | 105.8 | 105.3 | 104.7 | 104.3 | 105.5 | 105.3 | 630.9  | QF   |
| 5    | Océanne Muller          | Francia                   | 103.8 | 104.7 | 105.0 | 105.5 | 106.2 | 105.5 | 630.7  | QF   |
| 6    | Yang Qian               | Cina                      | 104.3 | 105.7 | 103.6 | 105.2 | 104.9 | 105.0 | 628.7  | QF   |
| 7    | Nina Christen           | Svizzera                  | 103.9 | 105.2 | 104.0 | 106.1 | 104.3 | 105.0 | 628.5  | QF   |
| 8    | Anastasija Galašina     | ROC                       | 104.2 | 105.2 | 105.5 | 104.9 | 104.2 | 104.5 | 628.5  | QF   |
| 9    | Laura-Georgeta Coman    | Romania                   | 104.8 | 103.3 | 105.0 | 105.1 | 104.1 | 105.7 | 628.0  |      |
| 10   | Sofia Ceccarello        | Italia                    | 104.5 | 104.9 | 105.2 | 104.8 | 106.4 | 101.5 | 627.3  |      |
| 11   | Živa Dvoršak            | Slovenia                  | 104.1 | 103.7 | 104.1 | 105.4 | 104.6 | 105.3 | 627.2  |      |
| 12   | Seonaid McIntosh        | Gran Bretagna             | 104.3 | 104.4 | 104.2 | 105.6 | 105.2 | 103.5 | 627.2  |      |
| 13   | Julija Karimova         | ROC                       | 105.0 | 104.6 | 105.4 | 104.3 | 103.1 | 104.7 | 627.1  |      |
| 14   | Alison Weisz            | Stati Uniti               | 104.1 | 104.8 | 105.0 | 103.7 | 103.9 | 105.4 | 626.9  |      |
| 15   | Aneta Stankiewicz       | Polonia                   | 104.1 | 105.6 | 104.2 | 105.7 | 104.5 | 102.7 | 626.8  |      |
| 16   | Elavenil Valarivan      | India                     | 104.3 | 104.0 | 106.0 | 104.2 | 103.5 | 104.5 | 626.5  |      |
| 17   | Jolyn Beer              | Germania                  | 104.6 | 103.4 | 103.8 | 104.4 | 104.3 | 105.3 | 625.8  |      |
| 18   | Wang Luyao              | Cina                      | 102.3 | 105.5 | 105.7 | 103.2 | 104.4 | 104.5 | 625.6  |      |
| 19   | Jenny Stene             | Norvegia                  | 104.9 | 103.8 | 104.4 | 104.4 | 104.2 | 103.8 | 625.5  |      |
| 20   | Eszter Mészáros         | Ungheria                  | 102.5 | 103.5 | 104.9 | 105.5 | 104.2 | 104.7 | 625.3  |      |
| 21   | Adele Tan               | Singapore                 | 104.1 | 104.7 | 103.7 | 104.3 | 104.6 | 103.9 | 625.3  |      |
| 22   | Rikke Ibsen             | Danimarca                 | 103.5 | 104.8 | 104.6 | 104.7 | 103.8 | 103.6 | 625.0  |      |
| 23   | Fatemeh Karamzadeh      | Iran                      | 102.7 | 103.8 | 105.7 | 104.0 | 104.5 | 104.2 | 624.9  |      |
| 24   | Maria Martynova         | Bielorussia               | 104.2 | 102.8 | 103.1 | 105.5 | 104.0 | 104.7 | 624.3  |      |
| 25   | Oyuunbatyn Yesügen      | Mongolia                  | 103.0 | 103.8 | 104.9 | 103.3 | 103.9 | 105.1 | 624.0  |      |
| 26   | Lin Ying-shin           | Taipei cinese             | 104.8 | 103.8 | 103.0 | 104.3 | 102.9 | 104.6 | 623.4  |      |
| 27   | Jessie Kaps             | Belgio                    | 104.8 | 103.7 | 103.9 | 104.2 | 105.2 | 101.6 | 623.4  |      |
| 28   | Anna Nielsen            | Danimarca                 | 104.1 | 104.8 | 103.3 | 104.1 | 103.1 | 103.9 | 623.3  |      |
| 29   | Andrea Arsović          | Serbia                    | 105.3 | 104.4 | 104.2 | 102.7 | 103.8 | 102.9 | 623.3  |      |
| 30   | Armina Sadeghian        | Iran                      | 104.9 | 103.8 | 104.3 | 102.0 | 102.5 | 105.1 | 622.6  |      |
| 31   | Snježana Pejčić         | Croazia                   | 104.6 | 102.5 | 103.3 | 103.2 | 104.7 | 104.3 | 622.6  |      |
| 32   | Haruka Nakaguchi        | Giappone                  | 101.8 | 102.7 | 102.7 | 104.3 | 105.1 | 105.6 | 622.2  |      |
| 33   | Mukhtasar Tokhirova     | Uzbekistan                | 103.4 | 104.6 | 102.6 | 102.8 | 104.6 | 104.2 | 622.2  |      |
| 34   | Shiori Hirata           | Giappone                  | 104.4 | 103.7 | 102.9 | 103.1 | 102.5 | 105.5 | 622.1  |      |
| 35   | Vidya Rafika Toyyiba    | Indonesia                 | 104.3 | 103.6 | 104.6 | 102.5 | 103.7 | 103.3 | 622.0  |      |
| 36   | Apurvi Chandela         | India                     | 104.5 | 102.5 | 104.9 | 104.2 | 102.2 | 103.6 | 621.9  |      |
| 37   | Eglis Yaima Cruz        | Cuba                      | 104.5 | 102.4 | 103.2 | 103.6 | 103.8 | 103.0 | 620.5  |      |
| 38   | Alzahraa Shaban         | Egitto                    | 103.7 | 101.4 | 103.6 | 104.9 | 104.2 | 102.2 | 620.0  |      |
| 39   | Houda Chaabi            | Algeria                   | 103.7 | 103.2 | 101.6 | 103.6 | 103.9 | 103.5 | 619.5  |      |
| 40   | Fernanda Russo          | Argentina                 | 101.5 | 104.4 | 103.0 | 103.9 | 103.8 | 102.3 | 618.9  |      |
| 41   | Nikola Šarounová        | Rep. Ceca                 | 102.5 | 102.6 | 104.1 | 103.5 | 102.4 | 103.3 | 618.4  |      |
| 42   | Elise Collier           | Australia                 | 103.1 | 103.4 | 102.9 | 101.1 | 104.0 | 103.7 | 618.2  |      |
| 43   | Lenchu Kunzang          | Bhutan                    | 103.1 | 103.4 | 103.3 | 101.6 | 104.1 | 102.6 | 618.1  |      |
| 44   | Sanja Vukašinović       | Serbia                    | 103.3 | 103.2 | 103.8 | 103.7 | 101.7 | 102.1 | 617.8  |      |
| 45   | Katarina Kowplos        | Australia                 | 103.1 | 101.0 | 103.8 | 101.7 | 103.1 | 104.5 | 617.2  |      |
| 46   | Kalpana Pariyar         | Nepal                     | 102.2 | 105.4 | 101.0 | 104.1 | 103.4 | 100.7 | 616.8  |      |
| 47   | Tatjana Đekanović       | Bosnia ed Erzegovina      | 99.3  | 104.0 | 101.0 | 103.4 | 102.0 | 103.5 | 613.2  |      |
| 48   | Kanykei Kubanychebekova | Kirghizistan              | 103.4 | 101.0 | 103.0 | 102.5 | 101.1 | 101.8 | 612.8  |      |
| 49   | Tehani Egodawela        | Sri Lanka                 | 102.9 | 103.8 | 100.9 | 102.3 | 100.8 | 100.8 | 611.5  |      |
| 50   | Luna Solomon            | Atleti Olimpici Rifugiati | 100.9 | 100.5 | 101.2 | 101.5 | 100.1 | 101.7 | 605.9  |      |

## Finale
| Pos. | Atleta                | 1    | 2    | 3    | 4    | 5    | 6    | 7    | 8    | 9    | 10   | 11         | 12         | 13         | 14         | 15         | 16         | 17        | Finale | Note |
| ---- | --------------------- | ---- | ---- | ---- | ---- | ---- | ---- | ---- | ---- | ---- | ---- | ---------- | ---------- | ---------- | ---------- | ---------- | ---------- | --------- | ------ | ---- |
|      | Yang Qian             | 10.2 | 10.9 | 10.5 | 10.0 | 10.3 | 10.5 | 10.8 | 10.5 | 10.1 | 10.9 | 10.5, 10.4 | 10.8, 10.9 | 10.2, 10.8 | 10.0, 10.6 | 10.6, 10.5 | 10.7, 10.6 | 10.7, 9.8 | 251.8  |      |
|      | Anastasija Galašina   | 10.4 | 10.3 | 10.7 | 10.4 | 10.7 | 10.6 | 10.3 | 10.6 | 9.6  | 10.8 | 10.9, 10.7 | 10.6, 9.6  | 10.8, 10.6 | 10.7, 10.8 | 10.9, 10.5 | 10.5, 10.4 | 10.8, 8.9 | 251.1  |      |
|      | Nina Christen         | 10.4 | 10.5 | 10.2 | 10.0 | 10.2 | 10.6 | 10.3 | 10.7 | 10.5 | 10.2 | 10.7, 10.8 | 10.6, 10.5 | 10.8, 10.6 | 10.4, 10.7 | 10.5, 10.7 | 10.0, 10.7 | N.D.      | 230.6  |      |
| 4    | Jeanette Hegg Duestad | 10.5 | 10.4 | 10.6 | 10.1 | 10.5 | 10.5 | 10.3 | 10.4 | 10.3 | 10.8 | 10.7, 10.5 | 10.4, 10.6 | 10.2, 10.3 | 10.6, 10.8 | 10.4, 10.4 | N.D.       | N.D.      | 209.3  |      |
| 5    | Océanne Muller        | 10.4 | 10.5 | 10.1 | 10.3 | 10.6 | 10.7 | 10.2 | 10.5 | 10.3 | 10.5 | 10.5, 10.4 | 10.7, 10.6 | 10.4, 10.2 | 10.5, 10.3 | N.D.       | N.D.       | N.D.      | 187.7  |      |
| 6    | Mary Tucker           | 10.7 | 9.8  | 10.7 | 10.6 | 10.5 | 9.7  | 10   | 10.6 | 10.2 | 10   | 10.9, 10.3 | 10.5, 10.9 | 10.2, 10.4 | N.D.       | N.D.       | N.D.       | N.D.      | 166.0  |      |
| 7    | Kwon Eun-ji           | 10.2 | 10.4 | 10.3 | 10.7 | 10.9 | 10.2 | 10.5 | 10.2 | 10.2 | 10.6 | 10.1, 10.7 | 10.1, 10.3 | N.D.       | N.D.       | N.D.       | N.D.       | N.D.      | 145.5  |      |
| 8    | Park Hee-moon         | 9.8  | 10.1 | 10.1 | 9.1  | 9.5  | 9.5  | 10.5 | 10.7 | 9.8  | 10.3 | 10, 9.7    | N.D.       | N.D.       | N.D.       | N.D.       | N.D.       | N.D.      | 119.1  |      |